# Coupe du monde de ski de fond 1995-1996
Navigation
Édition précédente Édition suivante
La 15e édition de la Coupe du monde de ski de fond s'est déroulée du 26 novembre 1995 au 17 mars 1996. Le Norvégien  Bjørn Dæhlie remporte le classement général chez les hommes pendant que l'Italienne Manuela Di Centa remporte la Coupe du monde.

## Classements

### Classements généraux
| Rang | Nom                | Points |
| ---- | ------------------ | ------ |
| 1    | Bjørn Dæhlie       | 1110   |
| 2    | Vladimir Smirnov   | 1034   |
| 3    | Jari Isometsä      | 617    |
| 4    | Alexei Prokourorov | 544    |
| 5    | Silvio Fauner      | 508    |
| 6    | Fulvio Valbusa     | 482    |
| 7    | Mikhail Botvinov   | 401    |
| 8    | Thomas Alsgaard    | 352    |
| 9    | Torgny Mogren      | 312    |
| -    | Johann Mühlegg     | 312    |

| Rang | Nom                     | Points |
| ---- | ----------------------- | ------ |
| 1    | Manuela Di Centa        | 1004   |
| 2    | Elena Välbe             | 945    |
| 3    | Larisa Lazutina         | 732    |
| 4    | Nina Gavriliouk         | 717    |
| 5    | Lioubov Iegorova        | 690    |
| 6    | Stefania Belmondo       | 675    |
| 7    | Marit Mikkelsplass      | 579    |
| 8    | Kateřina Neumannová     | 419    |
| 9    | Iryna Taranenko-Terelja | 340    |
| 10   | Anita Moen              | 330    |

## Calendrier et podiums

### Hommes

#### Épreuves individuelles
| Étape | Lieu             | Épreuve         | Date             | Vainqueur          | Deuxième              | Troisième          |
| ----- | ---------------- | --------------- | ---------------- | ------------------ | --------------------- | ------------------ |
| 1     | Vuokatti         | 10 km Classique | 26 novembre 1995 | Vladimir Smirnov   | Bjørn Dæhlie          | Sami Repo          |
| 2     | Gällivare        | 10 km Classique | 29 novembre 1995 | Bjørn Dæhlie       | Jari Isometsä         | Silvio Fauner      |
| 3     | Davos            | 30 km Classique | 9 décembre 1995  | Bjørn Dæhlie       | Vladimir Smirnov      | Silvio Fauner      |
| 4     | Brusson          | 15 km Libre     | 13 décembre 1995 | Bjørn Dæhlie       | Silvio Fauner         | Vladimir Smirnov   |
| 5     | Santa Caterina   | 10 km Classique | 16 décembre 1995 | Bjørn Dæhlie       | Vladimir Smirnov      | Mika Myllylä       |
| 6     | Santa Caterina   | 15 km           | 17 décembre 1995 | Bjørn Dæhlie       | Jari Isometsä         | Vladimir Smirnov   |
| 7     | Štrbské Pleso    | 50 km Libre     | 9 janvier 1996   | Vladimir Smirnov   | Bjørn Dæhlie          | Niklas Jonsson     |
| 8     | Nové Město       | 15 km Classique | 13 janvier 1996  | Bjørn Dæhlie       | Jari Isometsä         | Mika Myllylä       |
| 9     | Seefeld in Tirol | 10 km Libre     | 2 février 1996   | Bjørn Dæhlie       | Fulvio Valbusa        | Jari Isometsä      |
| 10    | Reit im Winkl    | Sprint Libre    | 4 février 1996   | Tor Arne Hetland   | Peter Schlickenrieder | Silvio Fauner      |
| 11    | Kavgolovo        | 30 km Classique | 10 février 1996  | Alexei Prokourorov | Vladimir Smirnov      | Bjørn Dæhlie       |
| 12    | Trondheim        | 30 km Libre     | 24 février 1996  | Vladimir Smirnov   | Bjørn Dæhlie          | Alexei Prokourorov |
| 13    | Lahti            | 30 km Libre     | 3 mars 1996      | Jari Isometsä      | Bjørn Dæhlie          | Alexei Prokourorov |
| 14    | Falun            | 10 km Libre     | 9 mars 1996      | Vladimir Smirnov   | Bjørn Dæhlie          | Jari Isometsä      |
| 15    | Falun            | 15 km           | 10 mars 1996     | Vladimir Smirnov   | Fulvio Valbusa        | Jari Isometsä      |
| 16    | Oslo             | 50 km Classique | 16 mars 1996     | Erling Jevne       | Krister Sørgård       | Anders Bergström   |

### Femmes

#### Épreuves individuelles
| Étape | Lieu             | Épreuve         | Date             | Vainqueur         | Deuxième            | Troisième           |
| ----- | ---------------- | --------------- | ---------------- | ----------------- | ------------------- | ------------------- |
| 1     | Vuokatti         | 5 km Classique  | 25 novembre 1995 | Lioubov Iegorova  | Elena Välbe         | Marit Mikkelsplass  |
| 2     | Gällivare        | 10 km Libre     | 29 novembre 1995 | Stefania Belmondo | Lioubov Iegorova    | Elena Välbe         |
| 3     | Davos            | 5 km Libre      | 9 décembre 1995  | Elena Välbe       | Kateřina Neumannová | Manuela Di Centa    |
| 4     | Davos            | 10 km           | 10 décembre 1995 | Lioubov Iegorova  | Elena Välbe         | Larisa Lazutina     |
| 5     | Brusson          | 10 km Libre     | 13 décembre 1995 | Elena Välbe       | Lioubov Iegorova    | Nina Gavriliouk     |
| 6     | Santa Caterina   | 10 km Classique | 16 décembre 1995 | Larisa Lazutina   | Lioubov Iegorova    | Nina Gavriliouk     |
| 7     | Štrbské Pleso    | 30 km Libre     | 9 janvier 1996   | Manuela Di Centa  | Elena Välbe         | Stefania Belmondo   |
| 8     | Nové Město       | 10 km Classique | 13 janvier 1996  | Elena Välbe       | Manuela Di Centa    | Larisa Lazutina     |
| 9     | Seefeld in Tirol | 5 km Libre      | 2 février 1996   | Manuela Di Centa  | Stefania Belmondo   | Elena Välbe         |
| 10    | Reit im Winkl    | Sprint Libre    | 4 février 1996   | Elena Välbe       | Anita Moen          | Kateřina Neumannová |
| 11    | Kavgolovo        | 10 km Classique | 11 février 1996  | Manuela Di Centa  | Larisa Lazutina     | Marit Mikkelsplass  |
| 12    | Trondheim        | 5 km Libre      | 24 février 1996  | Manuela Di Centa  | Marit Mikkelsplass  | Larisa Lazutina     |
| 13    | Trondheim        | 10 km           | 25 février 1996  | Manuela Di Centa  | Elena Välbe         | Nina Gavriliouk     |
| 14    | Lahti            | 10 km Libre     | 2 mars 1996      | Manuela Di Centa  | Stefania Belmondo   | Nina Gavriliouk     |
| 15    | Falun            | 15 km Libre     | 9 mars 1996      | Manuela Di Centa  | Elena Välbe         | Nina Gavriliouk     |
| 16    | Oslo             | 30 km Classique | 16 mars 1996     | Nina Gavriliouk   | Larisa Lazutina     | Marit Mikkelsplass  |